# N come negrieri
N come negrieri (a volte citato con la grafia N... come negrieri) è un film del 1965 di Alberto Cavallone, conosciuto anche col titolo Lontano dagli occhi. Si tratta del primo lungometraggio di Cavallone, girato nella tarda primavera del 1964 e che ha come tema il processo ai boia di Auschwitz, tenutosi a Francoforte, a partire dalla fine del 1963.

## Distribuzione
Il titolo N come negrieri è stato sostituito a quello originale (come da sceneggiatura), che era Lontano dagli occhi, in occasione del trasferimento dei materiali del film, a cura della Eurolab. La copia trasmessa da Canale 34, nell'aprile del 2021, riflette esattamente il Lontano dagli occhi di Alberto Cavallone, girato, montato ma mai distribuito. Le ricostruzioni secondo le quali N come negrieri sarebbe una manipolazione del girato di Lontano dagli occhi, sono da considerarsi totalmente erronee.